# Schweriner Schloss

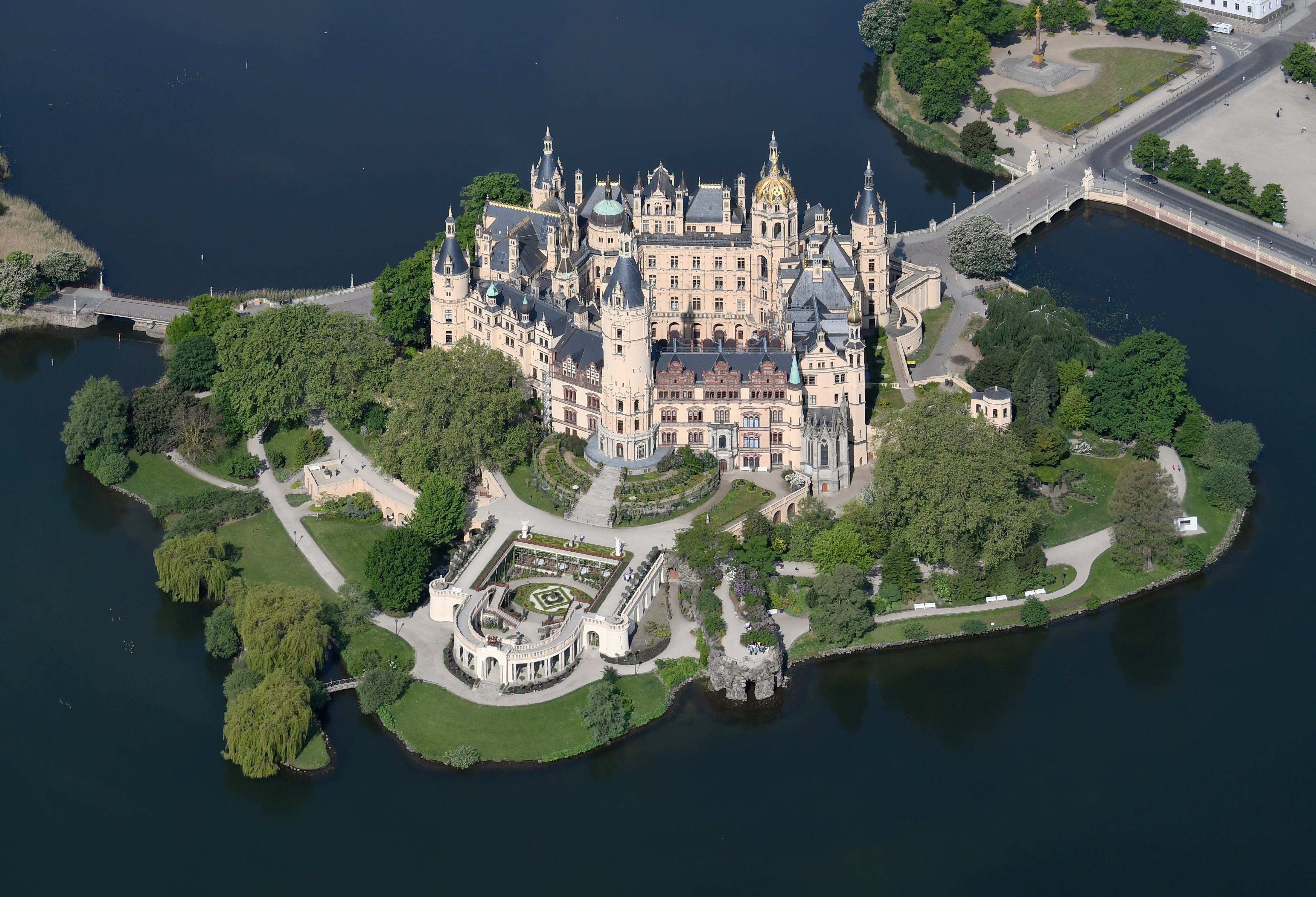
Luftbild des Schweriner Schlosses

Das Schweriner Schloss ist die ehemalige Hauptresidenz der Herzöge und Großherzöge von Mecklenburg-Schwerin auf der Schlossinsel in Schwerin. Die Fünfflügelanlage wurde 1560 durch Herzog Johann Albrecht I. von Johann Baptista Parr im Renaissancestil begonnen und 1857 durch Großherzog Friedrich Franz II. von Georg Adolph Demmler und Friedrich August Stüler im Neurenaissancestil vollendet. Als architektonisches Vorbild dienten auch verschiedene französisches Renaissanceschlösser. Hervorzuheben sind die Ahnengalerie, der Thronsaal und die Schlosskirche. Seit 1990 dient es als Sitz des Landtages Mecklenburg-Vorpommern. Am 27. Juli 2024 wurde das Schloss als Teil des Residenzensembles in die UNESCO-Welterbeliste eingeschrieben. Mit rund 200.000 Besuchern im Jahr gehört es zu den berühmtesten Sehenswürdigkeiten Deutschlands.

## Baugeschichte

### Gründung unter den Obotriten

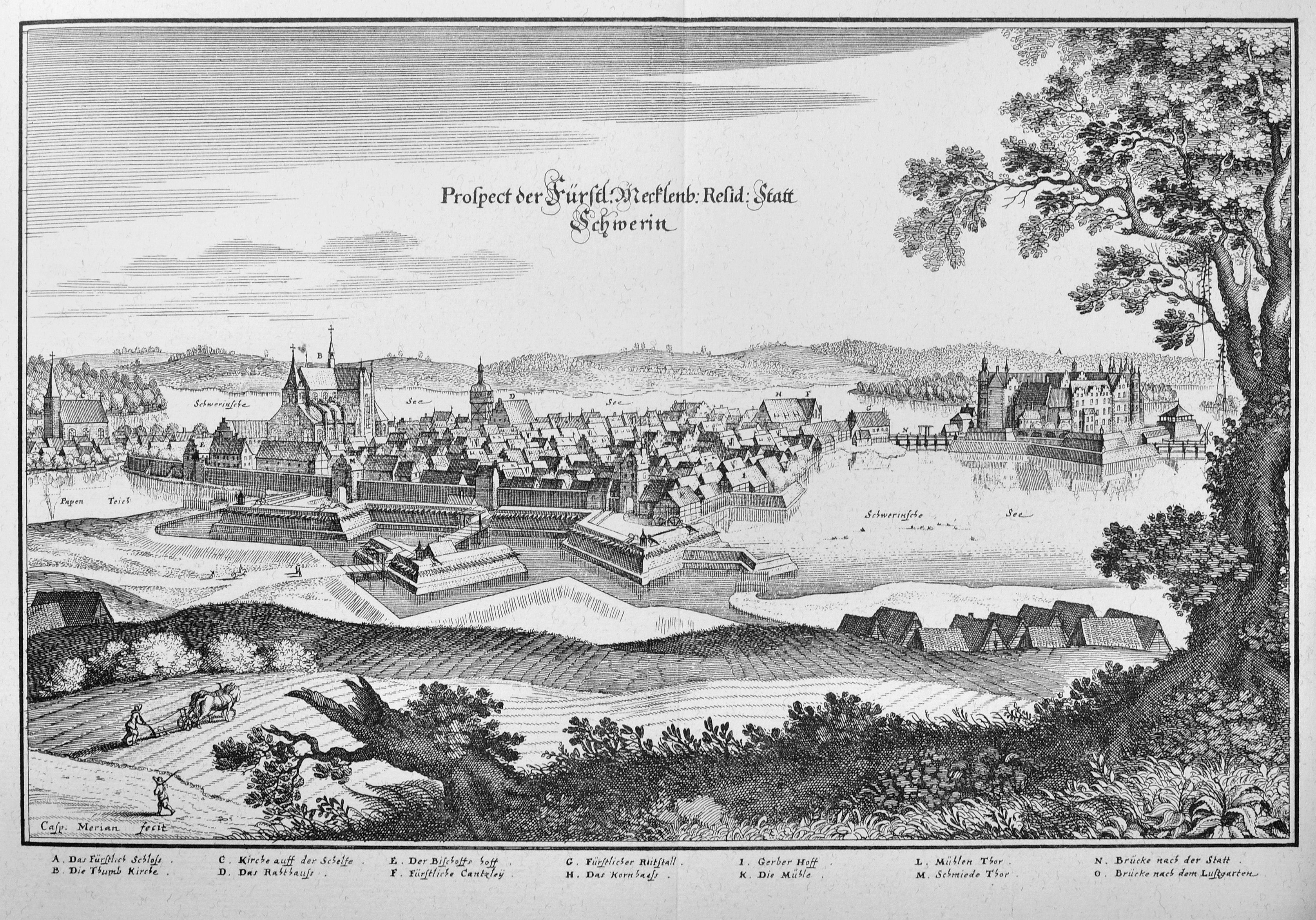
Schweriner Schloss (rechts) auf einem Stich von Matthäus Merian, 1653

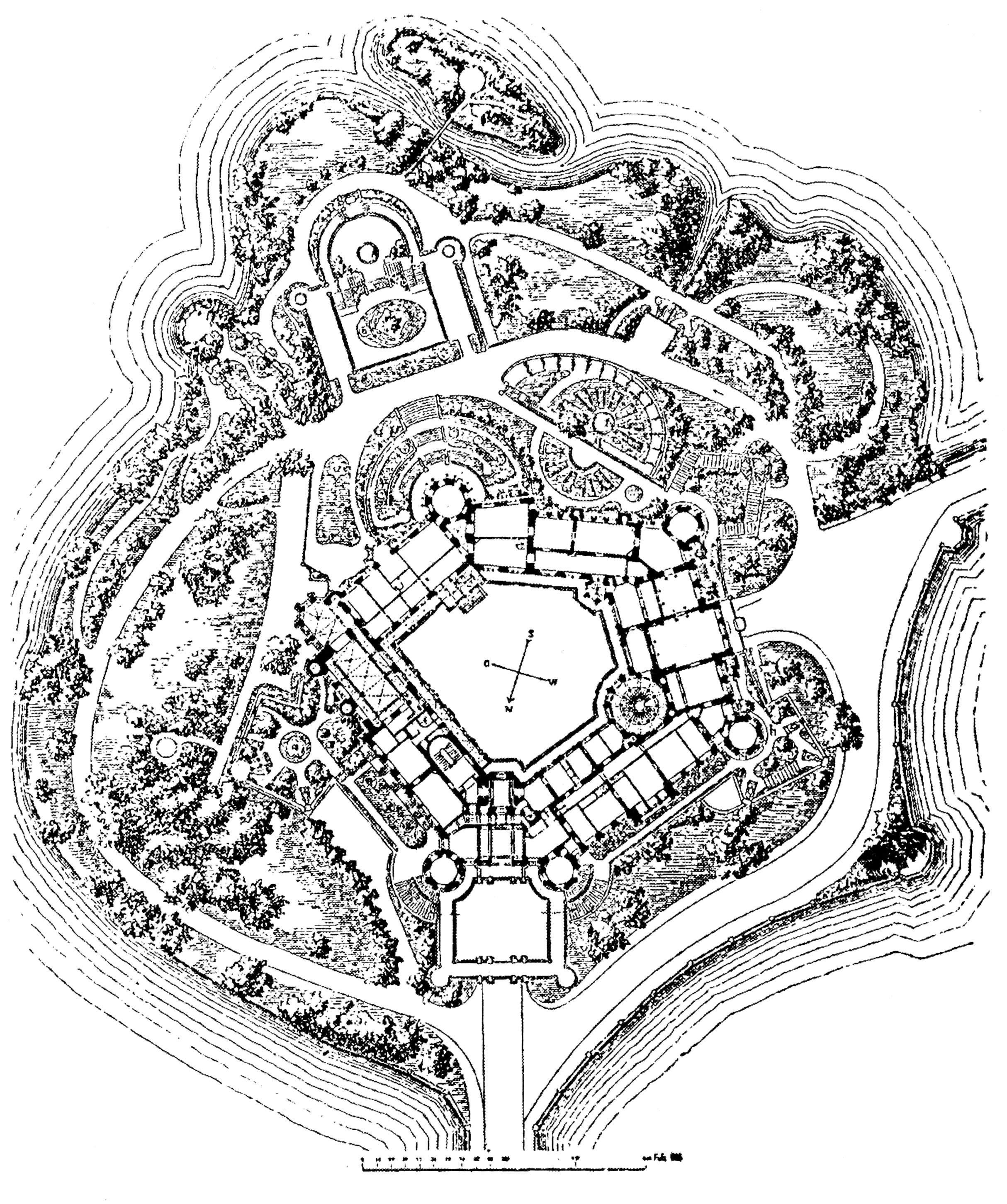
Grundriss des Schweriner Schlosses (gesüdet), 1857

Das Schloss ist ein in einem über tausendjährigen Prozess historisch gewachsenes Bauwerk. Seine ringförmige Gestalt geht auf eine Wallanlage einer slawischen Burg zurück, die etwa 941/42 auf der heutigen Schlossinsel errichtet wurde. Auf einem massiven Holzrost entstand ein Burgwall von etwa 45 m Ausdehnung. Innerhalb von nur 20 Jahren wurde dieser jedoch marode und kippte einschließlich der Außenfassade nach innen um. 963/965 oder kurz danach wurde über dem zusammengebrochenen ersten Wall ein neuer, stärkerer errichtet.
Der im Jahr 965 von Magdeburg zur Burg Weligrad (Burg Mecklenburg) reisende Kaufmann Ibrahim Ibn Jakub aus dem arabischen Andalusien berichtete über eine offenbar noch im Bau befindliche Burg in Ufernähe eines Süßwassersees in Aufzeichnungen von 973 über seine ins slawische Gebiet östlich der Unterelbe unternommene Reise. Seine Beschreibung der Inselburg meint wahrscheinlich die obotritische Grenzburg auf der heutigen Schlossinsel. Das Vorhandensein einer solchen Anlage untermauerten Ausgrabungen von Teilen des alten slawischen Burgwalls im Jahr 1987. Bei Ausgrabungen im Innenhof des Schlosses wurden 2014 Reste des offenbar von Ibrahim Ibn Jakub erwähnten ersten Burgbaues gefunden, der zunächst für eine kleinere Burganlage spricht als zunächst angenommen. Die in den naturwissenschaftlichen Labors des Deutschen Archäologischen Instituts mittels der Dendrochronologie untersuchten datierbaren Hölzer konnten in eben jene Jahre des Aufbaus – 962, 964, 965 und 974 – datiert werden. Den Umfang des heutigen Schlosses erreichte offenbar erst ein später errichteter Burgwall.
Die Schweriner Burg war im Jahr 1160 im Zusammenhang mit den nach Osten gerichteten Expansionsbestrebungen deutscher Feudalherren das Ziel eines Eroberungsfeldzuges unter Führung Heinrichs des Löwen (1129–1195). Die obotritischen Verteidiger unter dem Wendenfürsten Niklot zerstörten und verließen sie angesichts der feindlichen Übermacht. Doch auch die deutschen Eroberer erkannten die ausgezeichnete strategische Lage und bauten wieder eine Festung auf. Die Stadtgründung Schwerins erfolgte im gleichen Jahr. Sie erlangte besondere Bedeutung durch die Errichtung eines Bischofssitzes in ihren Mauern. 1167 belehnte Heinrich der Löwe seinen Vasallen Gunzelin von Hagen mit ehemals obotritischen Gebieten von Niklots Sohn Pribislaw. 1358 gelangte die Grafschaft durch Kauf in den Besitz des Herzogs Albrecht II., einem Nachfahren von Niklot. Die Residenz verlagerte Albrecht II. von Wismar auf die im Landesinneren liegende Schweriner Burginsel. Als in der Spätgotik die Fürstensitze den gestiegenen Wohnansprüchen und dem wachsenden Repräsentationsbedürfnis angepasst wurden und es zur baulichen Ausbildung des Schlosstyps kam, fand diese Entwicklung auch im Baugeschehen auf der Schweriner Burginsel ihren Niederschlag. Nach einer Sage soll schon seit ältester Zeit im Schweriner Schloss ein Geist leben, das Petermännchen. Eine Skulptur dieser Gestalt befindet sich an der Fassade im Innenhof.

### Altbau unter Johann Albrecht I.

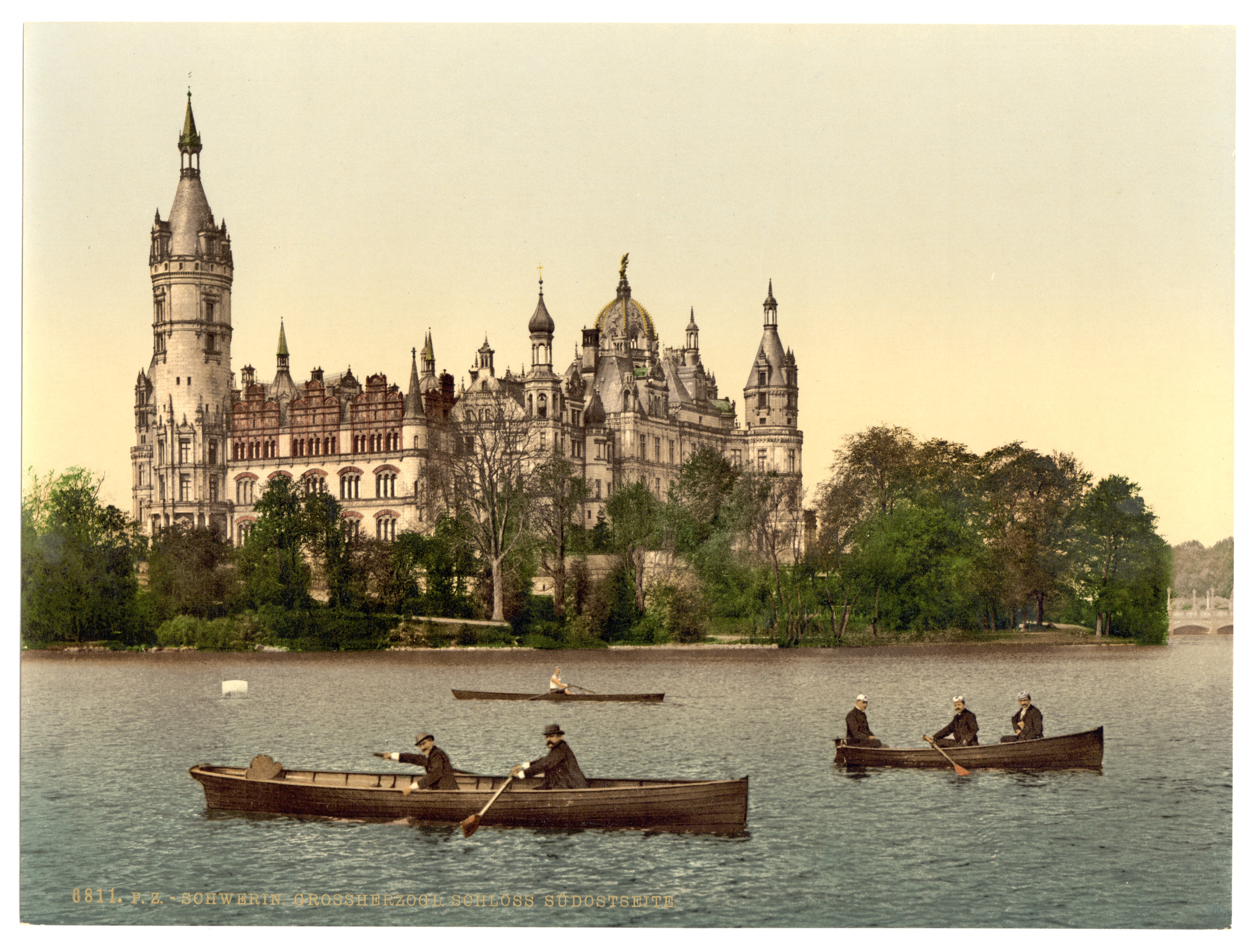
Ansicht vom Schweriner See, um 1900

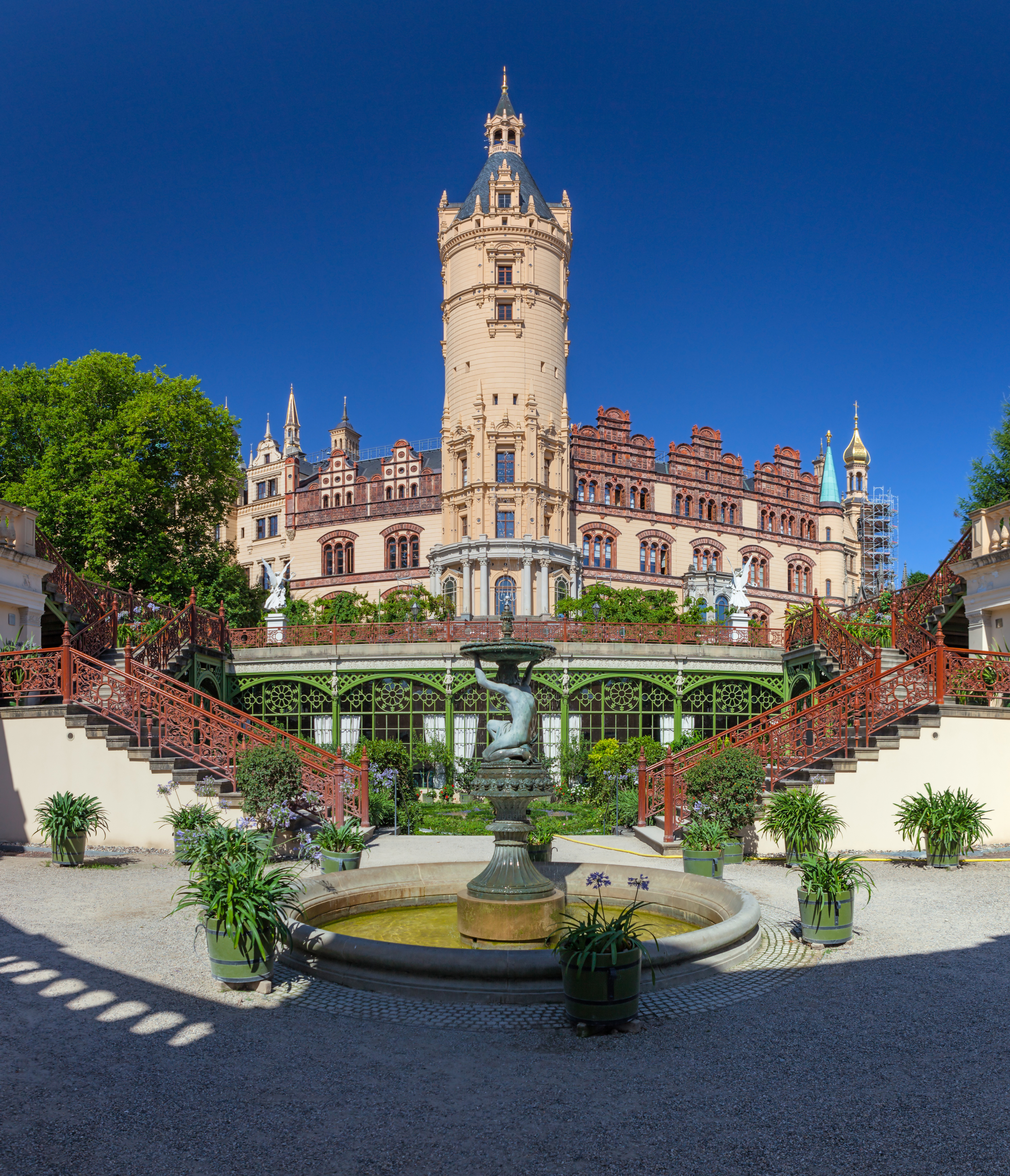
Hauptturm und Orangerie vom Burggarten

Im Jahr 1560 beauftragte Herzog Johann Albrecht I. seinen Baumeister Johann Baptista Parr mit dem Umbau und der Erweiterung des Schweriner Schlosses nach dem Vorbild italienischer Renaissancepaläste. Nach seinen Entwürfen entstanden die evangelische Schlosskirche und die herzoglichen Wohnräume. Den ältesten Teil bilden vier im Kern bis heute erhaltene Gebäude: das Haus über der Schlossküche, das Bischofshaus, das Neue Lange Haus und das Haus über der Schlosskirche. Ihre Fassaden und Giebel sind mit Terrakotten aus der Werkstatt des Statius von Düren verziert. Diese Form der Bauplastik findet sich erstmals am Fürstenhof Wismar und war zur Zeit der Backsteinrenaissance in Norddeutschland vorherrschend. Die Kellergewölbe des Bischofshauses, das sich südwestlich des Hauptturms anschließt und seinen Namen nach dem Wohnsitz des Bischofs Magnus (1516–1550) erhielt, stammen noch aus der Spätgotik. Nordöstlich des Hauptturms schließt sich der ebenfalls dreigeschossige Bau des Neuen Langen Hauses an. Beim Bischofshaus und beim Neuen Langen Haus handelte es sich erstmals um reine Wohnbauten, die keine Verteidigungsfunktion mehr zu erfüllen hatten.
Außerdem initiierte Johann Albrecht I. den Renaissancebau der Schlosskirche. Diesen ersten protestantischen Kirchenbau Mecklenburgs setzte Baumeister Parr 1560–1563 rechtwinklig an das Neue Lange Haus. Der Kapellenraum mit rechteckigem Grundriss und Emporen an den Längs- und Schmalseiten entstand nach dem Vorbild der nur wenige Jahre zuvor erbauten Schlosskapellen in Torgau und Dresden. Das in den Formen der venezianischen Frührenaissance gehaltene Sandsteinportal an der Hofseite mit dem Relief der Kreuztragung Christi im Giebelfeld stammt aus der Werkstatt des Dresdner Bildhauers Hans Walther. In die Fensternischen der nördlichen Empore sind Alabasterreliefs mit biblischen Darstellungen eingelassen. Fünf von ihnen schuf der damals sehr populäre Niederländer Willem van den Broeck, genannt Paludanus. Schwerin besitzt mit der von seiner Hand signierten „Erhöhung der ehernen Schlange“ eine seltene Kostbarkeit. Da das Schloss trotz seiner Insellage zusätzlicher Verteidigungsanlagen bedurfte, sind um die Mitte des 16. Jahrhunderts wahrscheinlich durch jene italienischen Festungsbaumeister, die unter Francesco a Bornau in Dömitz arbeiteten, die Bastionen im Nordwesten, Südosten und Südwesten angelegt worden, die später mehrfach verändert wurden, sich aber bis heute erhalten haben.
Der 1612 in mecklenburgische Dienste getretene Baumeister Gerhart Evert Pilooth († 1629) erarbeitete vor Beginn des Dreißigjährigen Krieges Pläne für einen vollständigen Neubau des Schweriner Schlosses in den Formen einer niederländisch geprägten Renaissance. Tatsächlich begann man 1617 unter seiner Leitung mit den ersten Arbeiten, musste sie jedoch wegen der kriegerischen Ereignisse bald einstellen. Nach den Plänen Pilooths wurden zwischen 1635 und 1643 das Haus über der Schlossküche (Nummer 5 im Lageplan) und das Haus über der Schlosskirche (Nummer 2 im Lageplan) aufgestockt. Sie erhielten Fassaden im Stil der Niederländischen Renaissance. Die beiden Flügel des Hauses über der Schlossküche bilden einen stumpfen Winkel (Ostsüdost - und Südseite des Schlosses). Im 18. Jahrhundert entstanden vor der Westseite des Kapellenflügels ein Fachwerkbau für die herzogliche Gemäldesammlung und auf der nordöstlichen Bastion der Teepavillon, für dessen Freitreppe der Bildhauer Johann Christoph Lücke (1703–1780) 1742 vier Putten schuf. 1764 verließ der Hof unter der Regierung Herzog Friedrichs des Frommen Schwerin und siedelte in die neu entstehende Residenz Schloss Ludwigslust über.

### Umbau unter Friedrich Franz II.

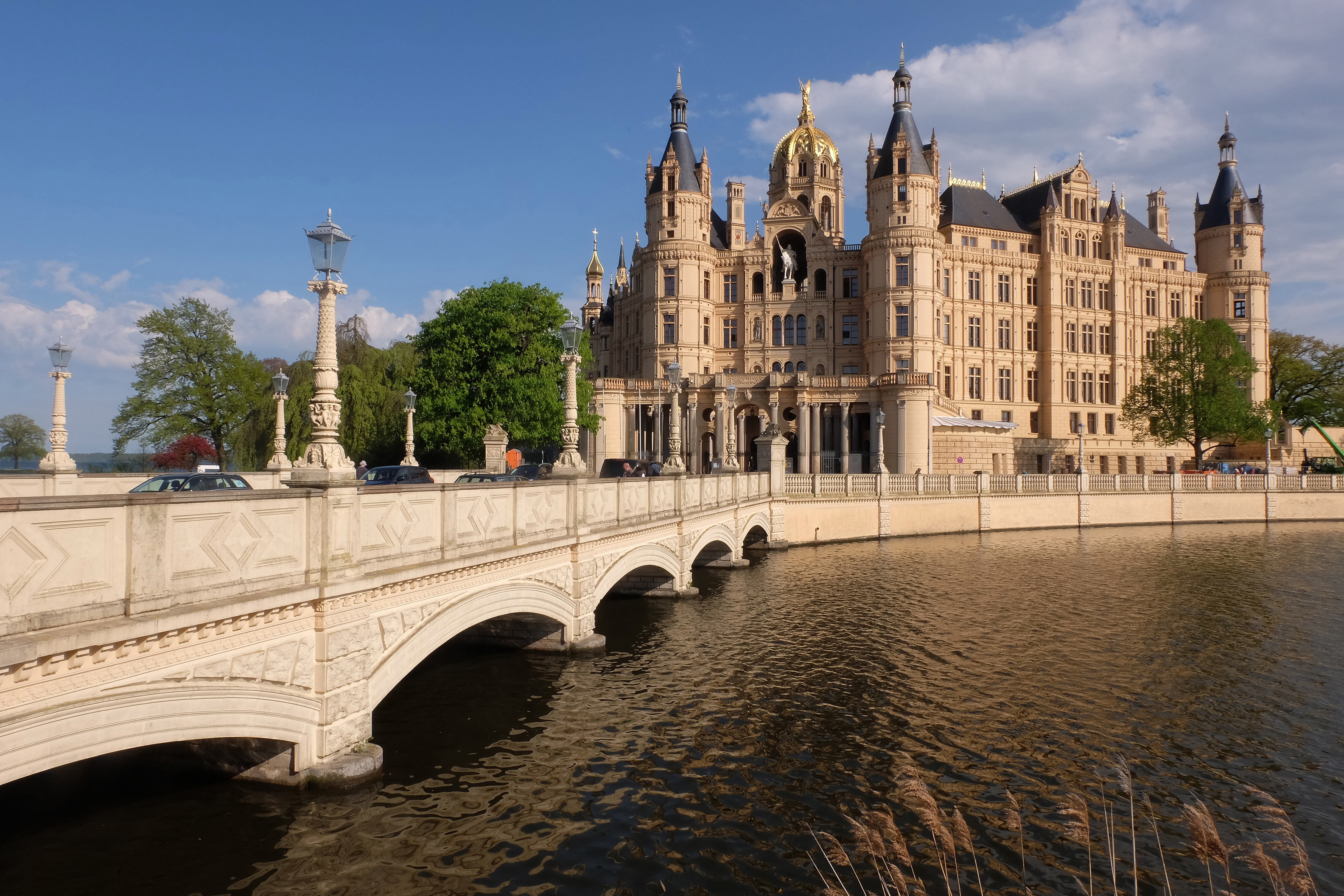
Ansicht von der Schlossbrücke

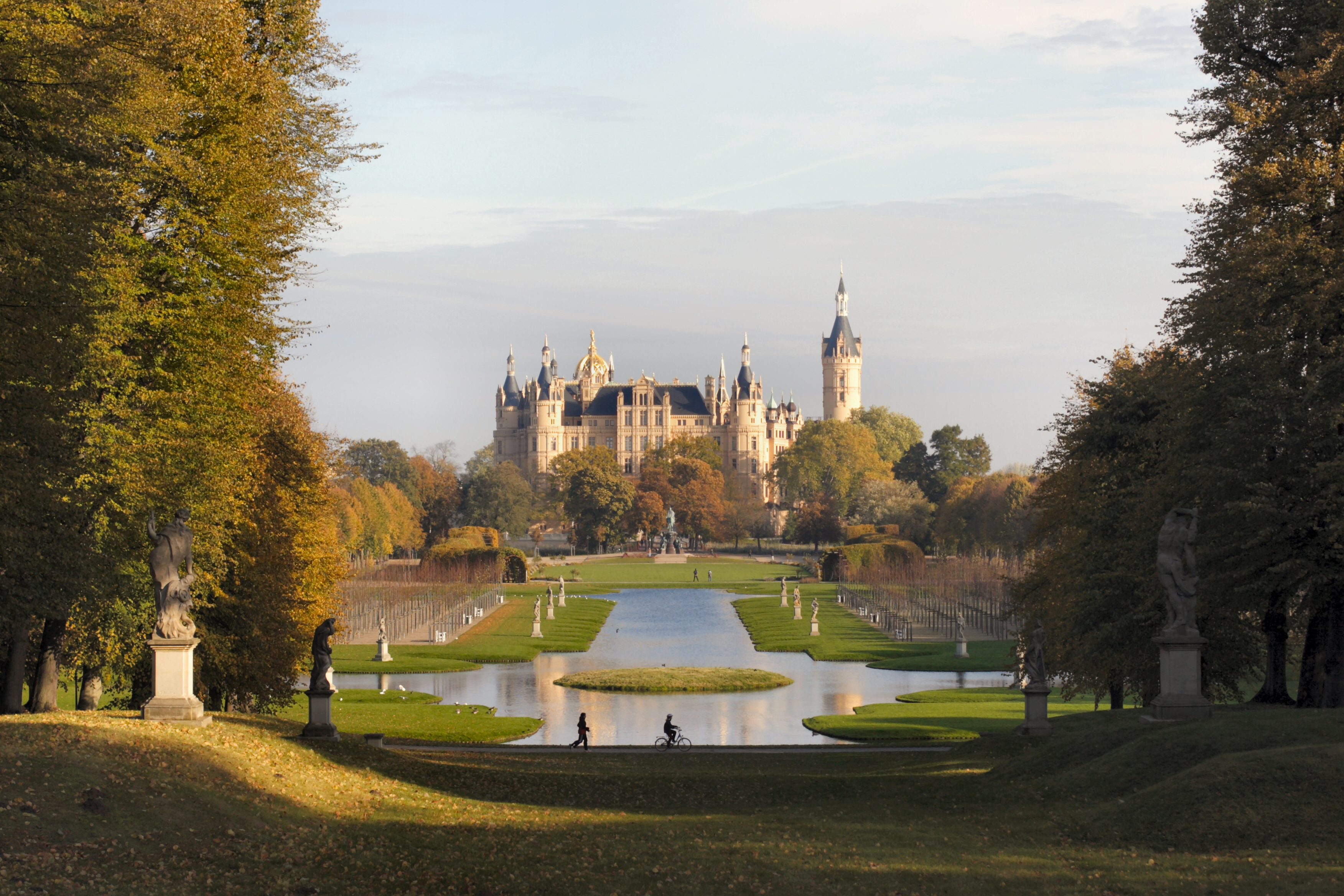
Ansicht vom Schlossgarten

Als die Residenz 1835 nach Schwerin zurückverlegt wurde, befanden sich die Schlossgebäude in einem schlechten baulichen Zustand. Außerdem entsprachen die aus verschiedenen Stilepochen stammenden einzelnen Bauten und die ihnen zugeordneten Wirtschaftsgebäude nicht den Vorstellungen des Landesherrn von seiner zukünftigen Residenz. Der Großherzog Paul Friedrich I. (1800–1842) entschloss sich deshalb am Alten Garten, wo sich das heutige Museum befindet, einen Schlossneubau errichten zu lassen. Der nach Plänen des Hofbaumeisters Georg Adolf Demmler (1804–1886) begonnene Bau wurde nach wenigen Monaten eingestellt, da der Nachfolger des 1842 plötzlich verstorbenen Großherzogs, der erst 19-jährige Friedrich Franz II. (1823–1883), von diesem Neubau Abstand nahm und sich für eine tiefgreifende Umgestaltung der historischen Anlage auf der Schlossinsel entschied.
Dieser Umbau sollte sich nach den Vorstellungen des Großherzogs zunächst auf die gesamte Anlage erstrecken. Später wurde auf Betreiben Demmlers der Beschluss gefasst, die vier historischen Schlossbauten aus dem 16. und 17. Jahrhundert auf der Seeseite zu schonen. Eine weitere Forderung des Bauherrn war die Ausbildung einer repräsentativen Eingangsfront in der Achse der durch mehrere Neubauten bereits deutlich aufgewerteten, von der Stadt zum Schloss führenden Straße. Demmler war von der Aufgabe, das Schloss in einem älteren Stil umzugestalten, nicht begeistert. Seine diesbezüglichen Entwürfe im Windsor-Castle-Stil und im Stil Pilooths wurden abgelehnt. Daher wurde der Dresdner Architekt Gottfried Semper (1803–1879) 1843 mit einem Konkurrenzentwurf beauftragt, der höchstes Lob erntete, aber dennoch nicht angenommen wurde. Nach einer längeren Studienreise, unter anderem nach Frankreich, fertigte Demmler unter Einbeziehung von Ideen des ihn begleitenden Hermann Willebrand einen letzten Entwurf, der Elemente von Sempers Vorschlägen enthielt, aber ein eigenständiges Konzept darstellte. In seiner Grundhaltung war Demmler deutlich an den zeitgleich stattfindenden Arbeiten des französischen Architekten Félix Duban orientiert. Bei einer Frankreichreise 1844 lernte er dessen Arbeiten an den französischen Renaissanceschlössern in Blois und Gaillon kennen. Aufgrund der Ähnlichkeit der Silhouette wird jedoch häufig auch eine architektonische Parallele zum Schloss Chambord gezogen.
Demmler leitete den Schlossbau einschließlich des Neubaus der Schlossbrücke vom Beginn der Abbrucharbeiten 1843 bis zum Jahresbeginn 1851. In dieser Zeit bemühte sich der Baumeister auch, soziale Härten für die vielen am Schlossbau beschäftigten Arbeiter durch die Gründung einer Unfall- und Krankenkasse zu mildern, und mehrfach setzte er sich für eine gerechte Entlohnung der Beschäftigten ein. Nach der Entlassung Demmlers aus dem mecklenburgischen Staatsdienst 1851 übernahm der Berliner Baumeister Friedrich August Stüler (1800–1865) die Leitung des Schlossbaus. Er veränderte den Entwurf seines Vorgängers an der stadtseitigen Front entscheidend, indem er die Fassade durch plastische Elemente und um das große Niklot-Reiterstandbild bereicherte. An die Stelle der von Demmler gedachten Laterne setzte er eine monumentale Prunkkuppel. Die Krönung auf dem Kuppelturm bildet die 1857 aufgesetzte Plastik des Erzengels Michael, ein vergoldeter Zinkguss. Im Jahr 2024 wurde die Figur in einer Berliner Metallwerkstatt umfassend restauriert und die Vergoldung erneuert.
Bei einigen innenarchitektonischen Entwürfen versicherte sich Demmler der Mitarbeit von Heinrich Strack (1805–1880) aus Berlin. Schweriner und Berliner Werkstätten lieferten die meisten Teile des plastischen Schmucks und der Innenausstattung. Als Bildhauer sind insbesondere zu nennen: Christian Genschow, Gustav Willgohs, Heinrich Petters und Georg Wiese, Entwürfe lieferte auch Albert Wolff. In seiner heutigen Form präsentiert sich das Schloss als unregelmäßige Fünfflügelanlage um einen Innenhof. Die festliche Einweihung des Schlosses fand am 26. Mai 1857 statt. Eigens zu diesem Anlass hatte der Komponist Friedrich von Flotow (1821–1883) seine Oper Johann Albrecht nach einem Libretto von Eduard Hobein geschaffen. Die am Bau Beteiligten wurden mit der Schlossmedaille geehrt.

## Nutzungsgeschichte

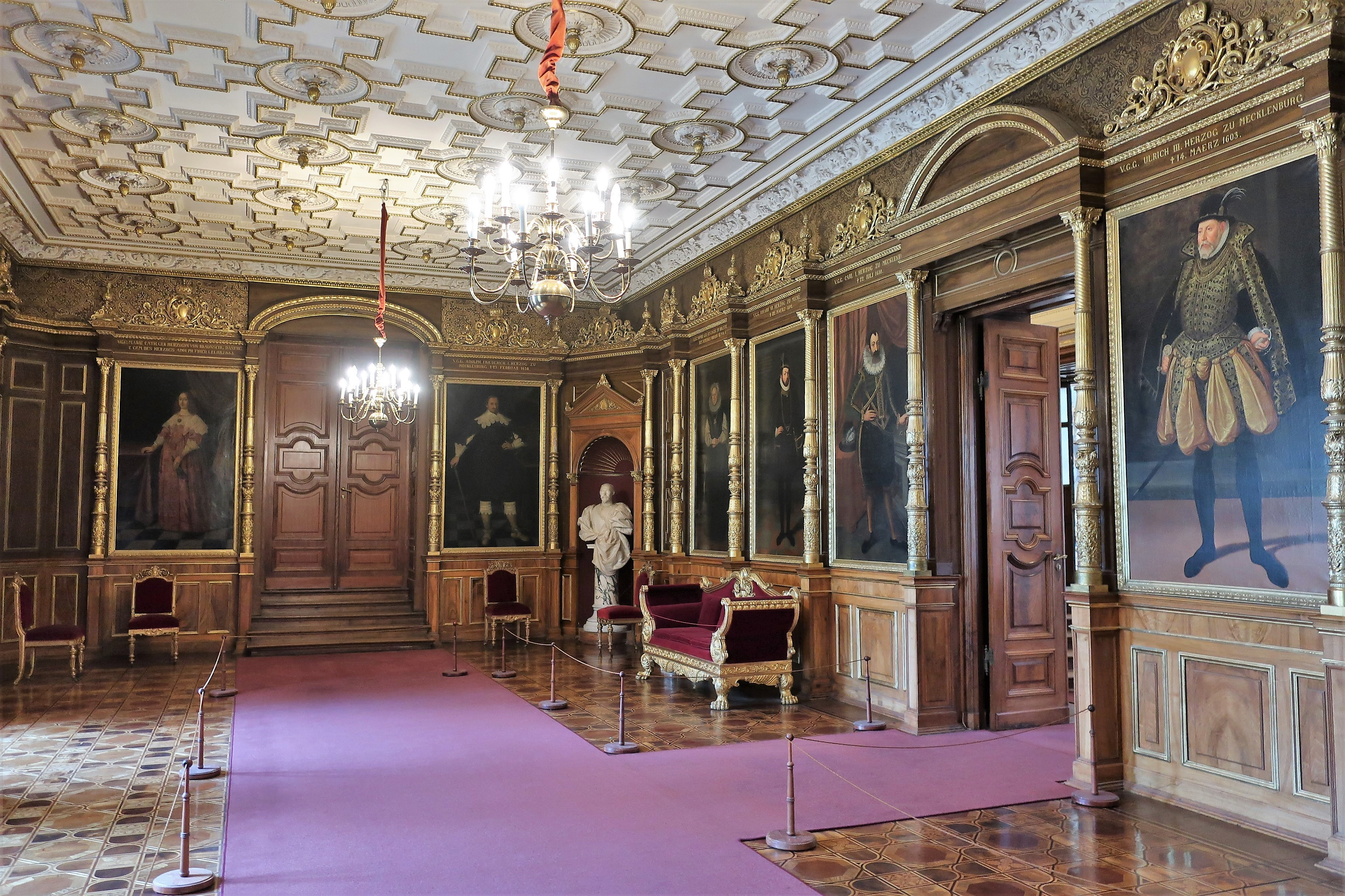
Ahnengalerie

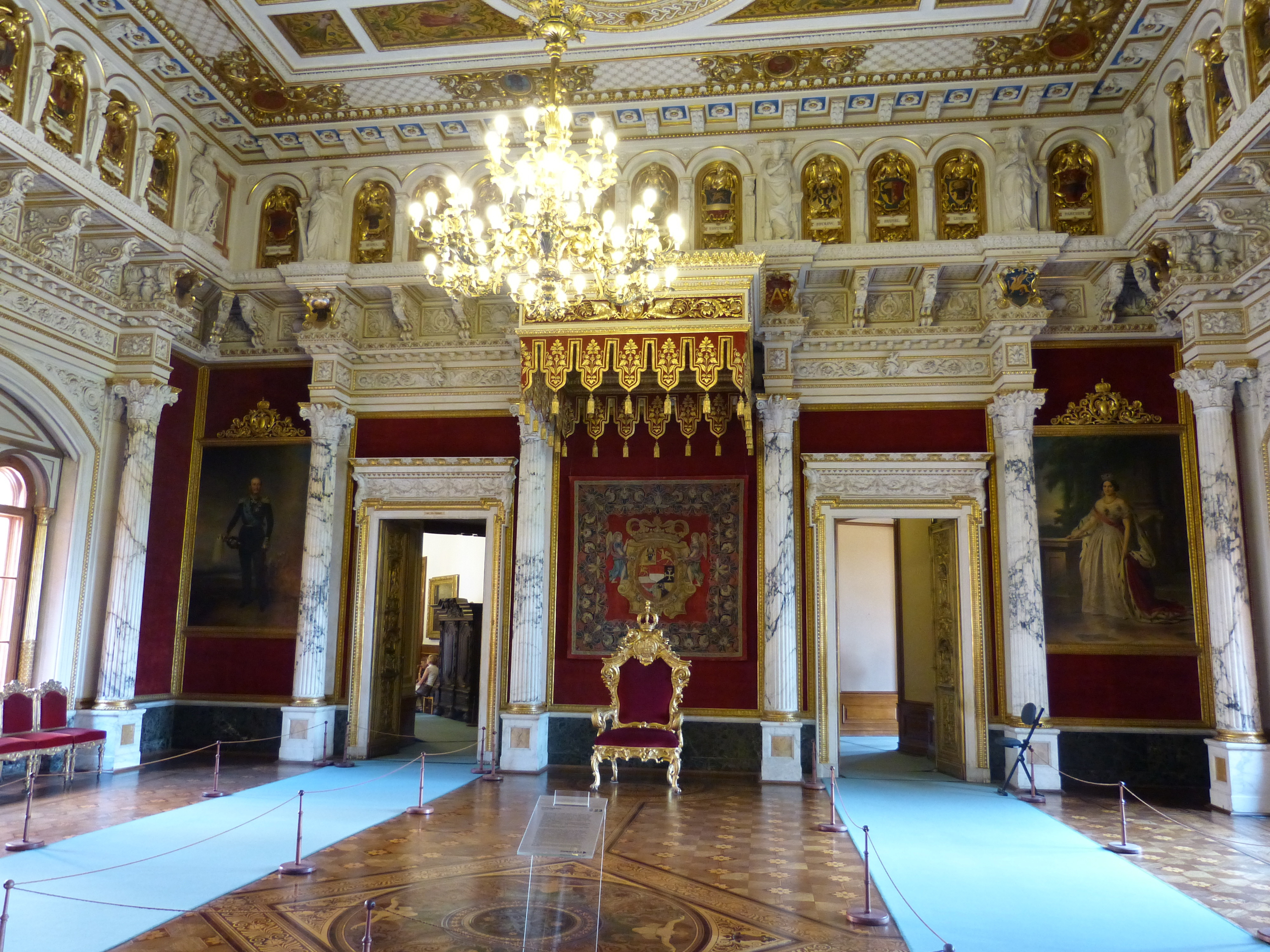
Thronsaal

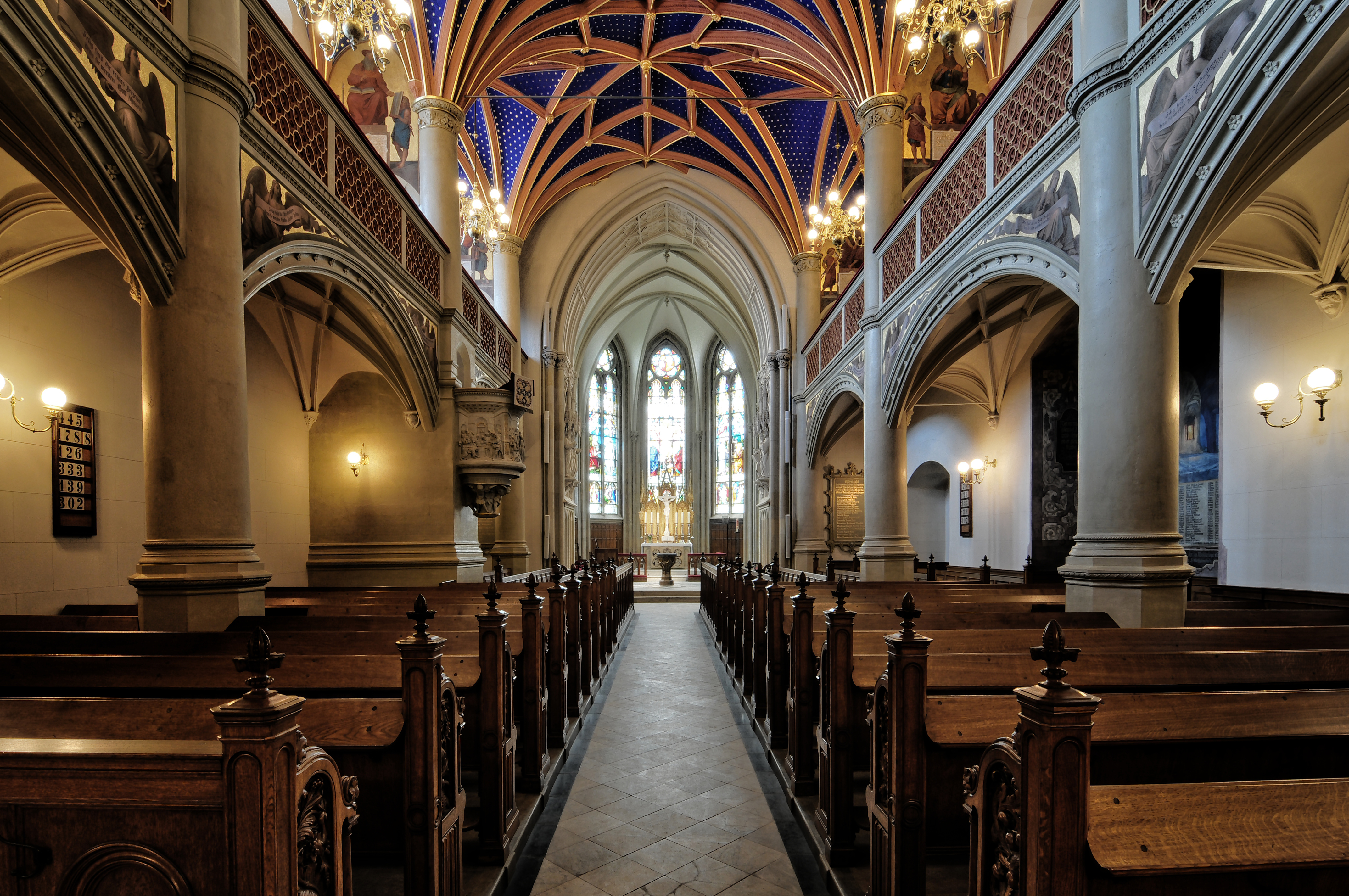
Schlosskirche

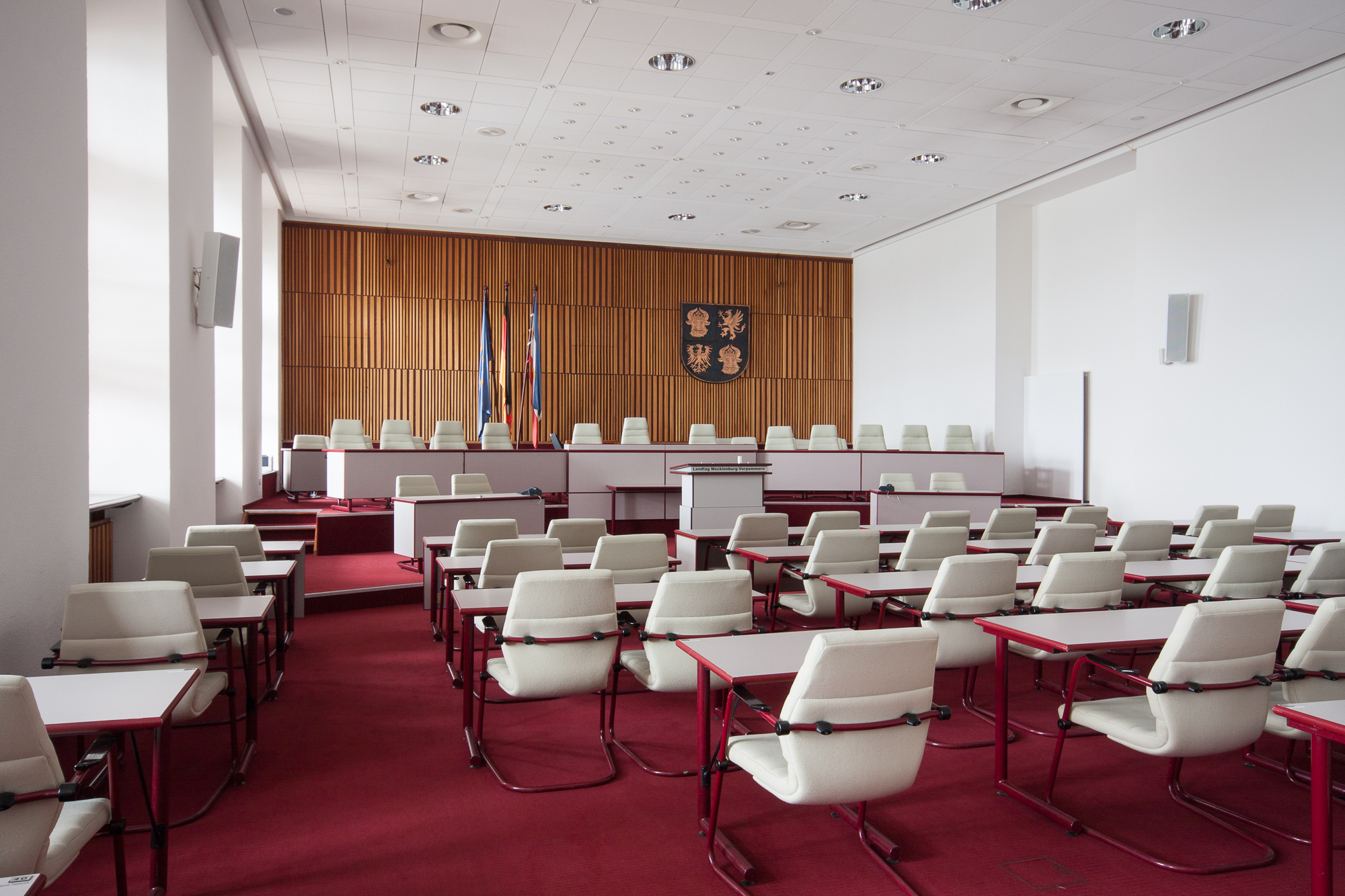
Alter Plenarsaal des Landtages

### Großherzogliche Residenz
Seit 1857 diente das erneuerte Schloss als Hauptresidenz der mecklenburgischen Großherzöge. In der Nacht vom 14. auf den 15. Dezember 1913 zerstörte ein verheerender Brand unklarer Ursache etwa ein Drittel des Baus. Der Burgseeflügel brannte bis auf die Grundmauern aus, der nach Süden liegende Schlossgartenflügel in seinen Obergeschossen. Der prunkvolle Goldene Saal und das reich gestaltete Haupttreppenhaus wurden völlig zerstört.
Mit dem Umbau im 19. Jahrhundert entstanden repräsentativ gestaltete Gartenanlagen rund um das Schloss. Der kleinere Burggarten befindet sich direkt auf der Schlossinsel, die durch zwei Brücken mit der Altstadt und dem Schlossgarten verbunden ist. Die im Zuge der Bundesgartenschau 2009 wiederhergestellte Gestaltung orientiert sich an dem Stand des Jahres 1857. Zentraler Mittelpunkt ist die Orangerie. Außerdem sind Elemente englischer Landschaftsgärten, italienische Terrassengärten im Stil der Renaissance und Rosengärten zu sehen. Der größere Schlossgarten erstreckt sich vom Schweriner und dem Burgsee im Norden bis zum Faulen See im Süden. Zentral gelegen ist der in einer Blickachse zum Schloss befindliche Kreuzkanal. Der Schlossgarten wurde einst von Peter Joseph Lenné im Stil eines englischen Landschaftsparks konzipiert.

### Staatliches Museum
Als der letzte Großherzog Friedrich Franz IV. infolge der Ereignisse der Novemberrevolution 1918 abdankte, war erst die äußere Wiederherstellung des Schlosses beendet. 1919 ging das Schloss in den Besitz des Staates über, ab 1921 wurden historische Räume der Öffentlichkeit als Museen zugänglich gemacht: Schlossmuseum, Bauernmuseum, Hygienemuseum, Ausstellung der Archäologischen Sammlung. Außerdem gab es ein Rundfunkstudio und diverse Büros. Das beim Schlossbrand von 1913 vernichtete Haupttreppenhaus wurde 1926–1931 durch die Rote Marmortreppe nach einem Entwurf von Paul Ehmig ersetzt. In der Zeit des Nationalsozialismus zog auch ein Kindergarten der NS-Volkswohlfahrt ein. Gegen Ende des Zweiten Weltkriegs wurde ein Lazarett im Schloss eingerichtet. Nach dem Krieg besetzte die Sowjetische Militäradministration (SMAD) das Gebäude. Nach Entwürfen des Architekten Friedrich Schmidt entstand 1948 im Burgseeflügel der Plenarsaal mit den entsprechenden Nebenräumen für den Landtag Mecklenburg-Vorpommern.
Im Zuge der Verwaltungsreform von 1952 in der DDR wurden die Länder abgeschafft und durch Bezirke ersetzt, womit der Plenarsaal seinen ursprünglichen Zweck vorerst wieder verlor. 1972 wurde im Bereich des früheren Goldenen Saals ein Festsaal im Stile der Zeit eingerichtet. Von 1952 bis 1981 nutzte eine Pädagogische Schule zur Ausbildung von Kindergärtnerinnen den größten Teil des Schlosses. Das Museum für Ur- und Frühgeschichte war bis 1993 im Burgseeflügel etabliert. Ein Polytechnisches Museum existierte von 1961 bis 1994 in der Orangerieanlage. 1974 wurde mit der schrittweisen Restaurierung wertvoller Innenräume begonnen; fertiggestellt wurde die Ahnengalerie 1976, die Schlössergalerie 1977, das Turmzimmer 1979, die Billard- und Adjutantenzimmer 1980 und die Bibliothek 1982. Seitdem wurde das Schweriner Schloss wieder als Kunstmuseum genutzt. Mit der Wende in der DDR begannen 1989/1990 erneut umfangreiche Arbeiten zur Schlosssanierung.

### Museum und Landtag
Seit der Wiedergründung des Landes Mecklenburg-Vorpommern im Herbst 1990 hat der Landtag Mecklenburg-Vorpommern erneut seinen Sitz im Schloss Schwerin. Der als Museum genutzte Teil gehört zu den Staatlichen Schlösser, Gärten und Kunstsammlungen Mecklenburg-Vorpommern. Im Bereich des früheren 283 m² großen Goldenen Saals im Schlossgartenflügel, später DDR-Festsaal, entstand der Neue Plenarsaal des Landtags. Für den Schlossgartenflügel waren insgesamt 26 Millionen Euro Investitionen veranschlagt, wovon sieben Millionen für den Plenarsaal selbst entfallen sollen. Der Umbau nach den Plänen des Architekturbüros Dannheimer & Joos wurde im September 2017 endgültig abgeschlossen.
In mehreren Filmproduktionen diente das Schloss als Kulisse, beispielsweise in der DEFA-Verfilmung des Märchens Die Gänsehirtin am Brunnen aus dem Jahr 1979 sowie 2017 in Kingsman: The Golden Circle als Sitz des schwedischen Königspaares. Seit 2007 ist das Schloss auf einer Sonderprägung der deutschen 2-Euro-Münze zu sehen, da 2006/2007 Mecklenburg-Vorpommern den Bundesratsvorsitz innehatte. 2007 beschloss der Landtag Mecklenburg-Vorpommerns, eine Bewerbung um den Titel eines UNESCO-Welterbes anzustreben; 2010 verpflichteten sich zusätzlich die Stadt Schwerin und die Landesregierung dieses Vorhaben zu unterstützen. Im Juni 2012 wurde dann der Antrag zur Aufnahme auf die deutsche Vorschlagsliste unter dem Titel „Schweriner Residenzensemble – Kulturlandschaft des romantischen Historismus“ bei der Kultusministerkonferenz eingereicht. Am 12. Juni 2014 wurde der Antrag bestätigt; das Schweriner Schloss ist damit einer von neun neuen Kandidaten Deutschlands für die UNESCO-Welterbeliste. Am 27. Juli 2024 wurde dieser Antrag schließlich positiv beschieden.

## Literatur

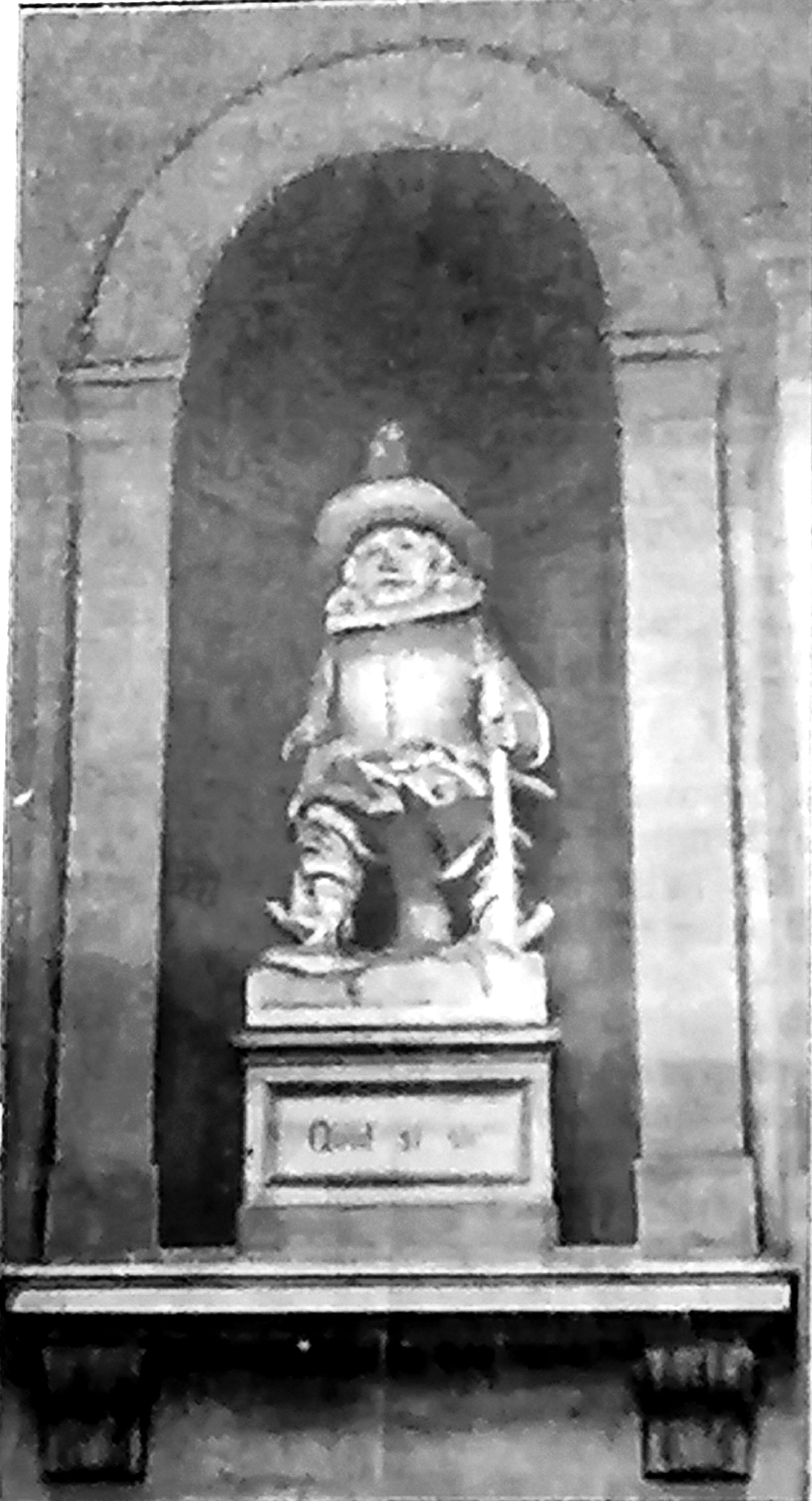
Petermännchen, der Schlossgeist, im Schlosshof